# Premio Nacional de Arte de Chile
El Premio Nacional de Arte de Chile, fue creado por la Ley n.º 7.368 promulgada el 9 de noviembre de 1942. Se entregaba anualmente desde 1944 y alternaba la mención entre pintura o escultura, música y teatro.
En 1992, fue reemplazado por los premios nacionales de Artes Plásticas, Artes Musicales y Artes de la Representación y Audiovisuales por la Ley N.º 19.169. Formaba parte de los Premios Nacionales de Chile.

## Galardonados
Lista de galardonados con el Premio Nacional de Arte:
- 1944 - Pablo Burchard Eggeling (Pintura)
- 1945 - Pedro Humberto Allende Sarón (Música)
- 1946 - Alejandro Flores Pinaud (Teatro)
- 1947 - Pedro Reszka Moreau (Pintura)
- 1948 - Enrique Soro Barriga (Música)
- 1949 - Rafael Frontaura de la Fuente (Teatro)[cita requerida]
- 1949 - Laura Rodig (Pintura)[1]
- 1950 - Camilo Mori Serrano (Pintura)
- 1951 - Domingo Santa Cruz Wilson (Música)
- 1952 - Pedro de la Barra (Teatro)
- 1953 - José Perotti Ronzoni (Escultura)
- 1954 - Próspero Bisquertt Prado (Música)
- 1955 - Américo Vargas Vergara (Teatro)
- 1956 - José Caracci Vignati (Pintura)
- 1957 - Alfonso Leng (Música)
- 1958 - Jorge Quevedo Troncoso (Teatro)
- 1959 - Benito Rebolledo Correa (Pintura)
- 1960 - Acario Cotapos Baeza (Música)
- 1961 - José Rojas Ibarra (Teatro)
- 1962 - no se otorgó
- 1963 - no se otorgó
- 1964 - Samuel Román Rojas (Escultura)
- 1965 - Carlos Isamitt Alarcón (Música)
- 1966 - Pedro Sienna (Teatro)
- 1967 - Laureano Ladrón de Guevara (Pintura)
- 1968 - Alfonso Letelier (Música)
- 1969 - Ana González (Teatro)
- 1970 - Marta Colvin (Escultura)
- 1971 - Gustavo Becerra (Música)
- 1972 - Agustín Siré Sinobas (Teatro)
- 1973 - no se otorgó
- 1974 - Ana Cortés Jullian (Pintura)
- 1975 - no se otorgó
- 1976 - Jorge Urrutia Blondel (Música)
- 1977 - no se otorgó
- 1978 - Pedro Mortheiru Salgado (Teatro)
- 1979 - Carlos Pedraza Olguín (Pintura)
- 1980 - Víctor Tevah Tellias (Música)
- 1981 - Fernando Debesa Marín (Teatro)
- 1982 - Mario Carreño Morales (Pintura)
- 1983 - Claudio Arrau (Música)
- 1984 - Ernest Uthoff Biefand (Ballet)
- 1985 - Israel Roa Villagra (Pintura)
- 1986 - Federico Heinlein (Música)
- 1988 - Silvia Piñeiro (Teatro)
- 1990 - Roberto Matta (Pintura)

En 1992 fue reemplazado por el Premio Nacional de Artes Plásticas de Chile, el Premio Nacional de Artes Musicales de Chile, y el Premio Nacional de Artes de la Representación y Audiovisuales de Chile.